# Solangella lachrymosa
Solangella lachrymosa är en skalbaggsart som först beskrevs av Martins och Monné 1975.  Solangella lachrymosa ingår i släktet Solangella och familjen långhorningar. Inga underarter finns listade i Catalogue of Life.